# 라이트모티프

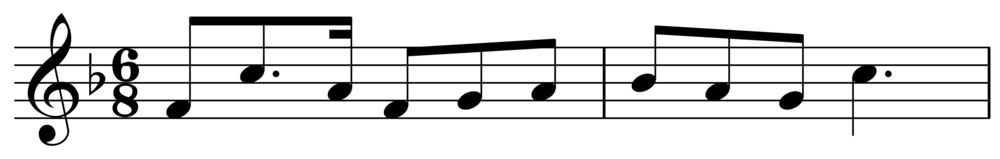

라이트모티프(Leitmotiv)는 오페라나 교향시 등의 악곡 중에서 특정의 인물이나 상황 등과 결부되어, 반복해 사용되는 짧은 주제나 동기를 가리킨다. 단순한 반복이 아니고, 화성 변화나 대선율로서 더해지는 등 변주·전개되는 것에 의해서, 등장 인물의 행위나 감정, 상황의 변화 등을 단적으로, 혹은 상징적으로 시사하는 것과 동시에, 악곡에 음악적인 통일을 가져오고 있다. 유도동기(誘導動機), 주도동기(主導動機), 시도동기(示導動機)라고도 한다. 나중에, 음악에 대하여 도입된 개념인 라이트모티프는 문학에서도 이용되는 개념이 되었다.

## 개요
'라이트모티프'라는 용어는 1871년, 독일의 음악학자 후리트리히 빌헤임 이스 (1809년 - 1888년)에 의한 카를 마리아 폰 베버의 오페라 작품의 연구에서 처음으로 사용되었다. 이보다 약간 늦은 1878년에는, 독일의 한스 폰 보르트겐 (1848년 - 1938년)이, 친구 리하르트 바그너의 작품을 분석한 논문 '바그너의 '신들의 황혼'에서의 동기' 속에서 '라이트모티프'라는 표현을 이용했다. 다만, 바그너 자신은 '라이트모티프'는 아니고 '기본주제' (Grundthema)나, '예감동기' (Ahnungsmotiv)라는 용어를 사용하고 있었다.
바그너 이후, 리하르트 슈트라우스를 시작으로 하는 많은 작곡가에 의해서 라이트모티프의 수법은 계승되었다.
또, 음악에 대해서 시작된 라이트모티프는, 문학에도 받아들여져 토마스 만 등의 작품에 영향을 주었다.

## 전신
이미 18세기에는 오페라에서 라이트모티프의 전신이 되는 수법이 이용되고 있었다. 앙드레 그레트리 (1741년 - 1813년)의 '리차드 1세 리처드' (1784년)나, 모차르트의 '돈 조반니' (1787년)가 그 예가 된다. 이러한 용례에는 특정의 명칭은 없었지만, 엑토르 베를리오즈는 환상교향곡을 고정악상이라고 불러, 속편의 '레리오, 혹은 생에의 복귀' 등에도 사용했다.

## 같이 보기
- 순환

## 참고 문헌
- '세계대백과사전' 헤본사, 2000년
- '표준 음악 사전' 음악지우사, 1966년
- https://web.archive.org/web/20150108102937/http://www.schott-musik.de/shop/persons/az/19939/